# Chosŏn Inmin Kun Konggun

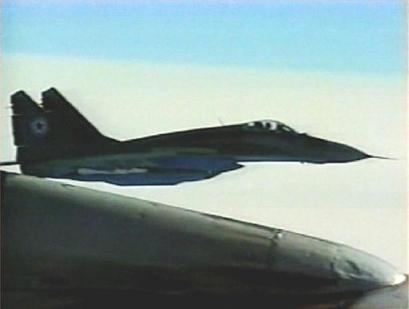
Un MiG-29S nordcoreano, 2003

La Forza Aerea del Popolo Coreano (조선인민군 공군?, 朝鮮人民軍 空軍?, Chosŏn Inmin Kun KonggunLR; in inglese: Korean People's Army Air Force o più semplicemente North Korean Air Force) è l'attuale aeronautica militare della Corea del Nord e parte integrante delle Forze armate della Corea del Nord. È la seconda più grande componente delle Forze armate della Corea del Nord con una stima di 70.000 militari e 1620 aeromobili di diverso tipo, per lo più di origine sovietica e cinese.

## Storia
Essa nacque il 20 aprile 1947 e, pur mantenendo la denominazione tradizionale ispirata a quella della Repubblica Popolare Cinese, il 20 agosto 1948 diventò autonoma dall'esercito e prese ad ispirazione l'organizzazione e le dottrine operative sovietiche. Come obiettivo primario si pose la difesa dello spazio aereo e del territorio nazionale, assumendo quale ruolo secondario l'appoggio tattico all'esercito e alle forze navali.

## Sviluppo
Contestualmente iniziò il riequipaggiamento ad opera dell'Unione Sovietica che fornì inizialmente il materiale di volo utile per la formazione dei piloti, come i Polikarpov Po-2 Mule egli Yakovlev Yak-18 Max. Una parte dell'addestramento, comunque, si svolse in URSS e Cina.
Contestualmente all'allestimento di scuole di volo sul territorio nazionale, giunsero nuovi aeroplani: aerei d'attacco Ilyushin Il-10 Beast, caccia Lavochkin La-9 Fritz e Yakovlev Yak-9 Frank.. Fu con questo equipaggiamento che la forza aerea giunse alla decisione di invadere la Corea del Sud il 25 giugno 1950. Con l'eccezione degli addestratori Yak-18, il materiale di volo nordcoreano era tutto superato e per questo motivo inizialmente furono compiute soprattutto, missioni notturne. L'aviazione si specializzò in missioni di "night harassment", cioè sortite di disturbo mediante i Po-2 e, in misura minore, con gli Yak-18 armati con bombe di piccolo calibro. Ad opporsi alla Joseon Inmingun Gong Gun vi erano le forze aeree che avevano aderito alla risoluzione delle Nazioni Unite, con la leadership statunitense, che disponevano di aeroplani ed elicotteri moderni e la forza aerea nordcoreana, per operare con un minimo di sicurezza, fu costretta a basarsi su aeroporti in territorio cinese.
Naturalmente Pyongyang aveva fatto conto sull'appoggio sovietico che si concretizzò nell'invio degli allora modernissimi caccia Mikoyan-Gurevich MiG-15 Fagot, inizialmente con piloti russi.
Quando il 27 luglio 1953 si arrivò alla sospensione delle ostilità, la forza aerea nordcoreana poteva contare su svariate centinaia di MiG-15bis Fagot-B e biposto MiG-15UTI Midget. Questi aerei rimasero in servizio di prima linea fino alla fine degli anni Cinquanta e l'inizio dei Sessanta, finché furono sostituiti dai MiG-17 Fresco, mentre gli esemplari biposto rimasero in servizio ancora per almeno un ventennio.
All'inizio degli anni Sessanta furono consegnati 24 bombardieri tattici Ilyushin Il-28 Beagle cui si aggiunsero oltre 50 Harbin H-5, cioè la loro versione costruita su licenza in Cina.
Nel 1961 vi fu la prima firma di un contratto di mutua assistenza in campo militare con l'URSS, a seguito del quale arrivarono Mikoyan-Gurevich MiG-19 Farmer e Mikoyan-Gurevich MiG-21 Fishbed nelle versioni MiG-21F-13 e MiG-21U; nel 1968 si aggiunsero i MiG-21PFM.

## L'Embargo internazionale
Con la denuncia da parte di Pyongyang del trattato di non proliferazione nucleare, il 12 marzo 1993 le Nazioni Unite decretavano un embargo e anche la Russia sospendeva le forniture. Alla fine degli anni Novanta vi è stata una richiesta coreana per ottenere parti di ricambio per i MiG-29; i ricambi sono arrivati ma il 55º Reggimento delle Guardie di Kumsong su due squadriglie, parte della I Divisione da Combattimento di Sunchon, attualmente avrebbe solo 15 aeroplani in linea, dei quali cinque operativi, a rotazione, mentre gli altri 10 sono sottoposti a manutenzione. Impossibile dire se l'ulteriore ventina di aerei citati da diverse agenzie siano esistiti veramente, ma è probabile che il dato si basi su una previsione di fornitura che nella realtà non si è verificata.
L'ultima consegna della quale si abbia notizia certa è avvenuta negli anni Novanta. La Corea del Nord, infatti, aveva trattato la cessione di 40 MiG-21bis di seconda mano firmando un contratto del valore di circa otto milioni di dollari con la Agroplast della Repubblica Ceca. La Agroplast avrebbe dovuto acquistare gli aerei dalla kazaka Uralsk Metallist Plant che li aveva acquistati dal ministero della difesa del Kazakistan per poi demolirli. Il negoziato si è svolto all'insaputa del governo ed il ministro degli esteri Tokayev, quando sei MiG-21 kazaki sono stati intercettati a Baku, in Azerbaigian, e sequestrati, ha dichiarato di aver scoperto che vi erano già state 5 consegne per un totale di 30 aerei.
In precedenza vi erano stati tentativi analoghi di triangolazione con la connivenza del governo della Sierra Leone che, nel 1997, aveva richiesto al Kazakistan di acquistare 133 MiG-21bis ed a seguito del rifiuto, analoga richiesta era stata fatta tramite il Perù, con lo stesso esito; si è parlato anche di ulteriori tentativi ma Tokayev non ha precisato con la complicità di quali paesi. Oggi la linea di MiG-21 è valutabile in 106 aerei, con la possibilità di un massimo di 150.
C'è da registrare anche una richiesta alla Cina per l'acquisto di cacciabombardieri Xian JH-7, ma Pechino ha preferito rispettare l'embargo e non se ne è fatto nulla.

## Lo scandalo degli elicotteri Hughes
Le prime immagini di elicotteri statunitensi Hughes con insegne nordcoreane, apparvero in Occidente soltanto il 27 luglio 2013, in occasione della parata militare tenuta a Pyongyang per celebrare i 60 anni dall'armistizio che pose fine alla guerra tra la Corea del Nord e quella del Sud.
La loro vicenda si può ricostruire così: tra il 1983 ed il 1985 agenti nordcoreani avevano contattato la Delta Avia GmbH tedesca, un'azienda controllata dalla californiana Associates Industries dei fratelli Semler che, tra l'altro, distribuiva gli elicotteri Hughes. I nordcoreani richiesero 100 tra MD-500D e MD-500E più uno o due H-300C (per valutare l'opportunità di acquistare in seguito anche questo tipo più leggero), per un valore di circa 40 milioni di dollari. La Delta Avia richiese gli elicotteri alla Hughes di Mesa, negli Stati Uniti, ufficialmente per venderli ad un operatore nigeriano e invece furono trasportati, via mare, a Hong Kong dove una nave sovietica li trasferì in Corea del Nord.
Le autorità americane scoprirono il traffico quando erano già stati consegnati 87 elicotteri e sequestrarono i 13 mancanti; incidenti e difficoltà di manutenzione hanno in seguito ridotto la flotta nordcoreana a circa 60 macchine.

## Aeromobili in uso
Sezione aggiornata annualmente in base al World Air Force di Flightglobal del corrente anno. Tale dossier non contempla UAV, aerei da trasporto VIP ed eventuali incidenti accorsi durante l'anno della sua pubblicazione. Modifiche giornaliere o mensili che potrebbero portare a discordanze nel tipo di modelli in servizio e nel loro numero rispetto a WAF, vengono apportate in base a siti specializzati, periodici mensili e bimestrali. Tali modifiche vengono apportate onde rendere quanto più aggiornata la tabella.
| Aeromobile                      | Origine       | Tipo                                                         | Versione (denominazione locale)                            | In servizio (2024) | Note |
| Aerei da combattimento          |               |                                                              |                                                            |                    | |
| Mikoyan-Gurevich MiG-21 Fishbed | Russia        | caccia intercettoreconversione operativa                     | MiG-21MF Fishbed-JMiG-21PFM Fishbed-FMiG-21U/UM Mongol-A/B | 26                 | 48 MiG-21PFM e 16 MiG-21U/UM consegnati. Dal 1985 sono stati acquistati in Unione Sovietica lotti di MiG-21MF per 30 esemplari. Potrebbero essere stati acquistati altri esemplari, variabili tra 106 ed un massimo di 150, aggirando l'embargo internazionale. |
| Mikoyan-Gurevich MiG-23 Flogger | Russia        | aereo da cacciaaereo d'attacco al suoloconversione operativa | MiG-23ML Flogger-GMiG-23BN Flogger-HMiG-23UB Flogger-C     | 56                 | Sono stati consegnati 8 MiG-23ML e 2 MiG-23UB nel 1984, e successive consegne riguardanti circa 40 MiG-23ML e 10 MiG-23UB. |
| Mikoyan-Gurevich MiG-29 Fulcrum | Russia        | caccia intercettoreconversione operativa                     | MiG-29A Fulcrum-AMiG-29S Fulcrum-CMiG-29UB Fulcrum-B       | 15                 | Dal 1988 al 1992 sono arrivati 13 MiG-29 Tipo 9.12B (Fulcrum-A) e un MiG-29UB Tipo 9.51 (Fulcrum-B). Fu richiesto un contratto per l'acquisizione della licenza di montaggio in loco e sono stati forniti 10 esemplari del Tipo 9.13B (Fulcrum-C) sotto forma di parti staccate da montare, ma il programma, però, risultò troppo ambizioso: si accumularono dei ritardi e si presentarono anche problemi relativi ai pagamenti. Furono così completati solo 3 aerei e non si sa se sia stato raggiunto il numero dei 40 esemplari previsti fin dall'inizio. Immagini satellitari non sono mai riuscite a cogliere più di 12 di questi caccia tutti insieme. Altre fonti riferiscono di 40 esemplari consegnati e 35 operativi al dicembre 2023. |
| Sukhoi Su-7 Fitter              | Russia        | aereo d'attacco al suoloconversione operativa                | Su-7BMK Fitter-ASu-7UMK                                    | 18                 | Dei 25 esemplari consegnati negli anni '80, almeno una squadriglia di 18 aerei potrebbe essere ancora attiva, sia pure con compiti di riserva. |
| Sukhoi Su-25 Frogfoot           | Russia        | aereo d'attacco al suoloconversione operativa                | Su-25K FrogfootSu-25UBK Frogfoot                           | 344                | 36 Su-25K e 4 Su-25UBK consegnati tra il 1987 ed il 1988. Due esemplari furono danneggiati in errori di atterraggio, ma, solo uno di questi fu riparato. |
| Shenyang J-5                    | Cina          | caccia intercettore                                          | F-5                                                        | 106                | Versione cinese del Mikoyan-Gurevich MiG-17 Fresco. |
| Shenyang J-6                    | Cina          | caccia intercettore                                          | F-6C Farmer-C                                              | 97                 | 128 esemplari consegnati. |
| Chengdu J-7 Airguard            | Cina          | caccia intercettore                                          | F-7B Airguard                                              | 30                 | Sì pensa siano stati consegnati tra 40 ed i 70 aerei. Altre fonti, invece, al novembre 2018, indicavano 40 aerei consegnati e 30 operativi. |
| Harbin H-5                      | Cina          | bombardiere tattico                                          | H-5                                                        | 40                 | 88 consegnati. Versione cinese dell'Ilyushin Il-28 Beagle, assegnati a due reggimenti che svolgono anche compiti di addestramento, ricognizione e traino bersagli. Per il WAF di Flightglobal, sono 80 gli esemplari in organico al dicembre 2024. |
| Aerei da trasporto              |               |                                                              |                                                            |                    | |
| Antonov An-24 Coke              | Ucraina       | aereo da trasporto tattico                                   | An-24RV                                                    | 1                  | 10 consegnati. |
| Ilyushin Il-76 Candid           | Russia        | aereo da trasporto                                           | Il-76MD                                                    | 3                  | 3 consegnati. |
| Ilyushin Il-62 Classic          | Russia        | aereo da trasporto                                           | Il-62M                                                     | 1                  | 4 consegnati. |
| Tupolev Tu-154 Careless         | Russia        | aereo da trasporto                                           | Tu-154B                                                    | 3                  | 3 consegnati. |
| Tupolev Tu-134 Crusty           | Russia        | aereo da trasporto                                           | Tu-134B-3                                                  | 3                  | 3 consegnati. |
| Ilyushin Il-18 Coot             | Russia        | aereo da trasporto                                           | Il-18D                                                     | 2                  | 4 consegnati. |
| PAC P-750 XSTOL                 | Nuova Zelanda | aereo da trasporto leggero                                   | P-750                                                      | 1                  | 3 esemplari consegnati. |
| Antonov An-2 Colt               | Ucraina       | aereo da trasporto leggero                                   | An-2                                                       | 162                | 270 esemplari consegnati, ma quelli effettivamente in servizio sarebbero 162. |
| Aerei da addestramento          |               |                                                              |                                                            |                    | |
| Nanchang CJ-6                   | Cina          | aereo da addestramento basico                                | CJ-6                                                       | 70                 | Il numero esatto degli esemplari consegnati non è noto, ma dovrebbero essere 180. |
| Aero L-39 Albatros              | Rep. Ceca     | aereo da addestramento avanzato                              | L-39C                                                      | 12                 | Degli 80 esemplari consegnati, ne restano in servizio 12 a novembre 2018. |
| Shenyang FT-5                   | Cina          | aereo da addestramento                                       | FT-5                                                       | 25                 | 139 consegnati. Per il WAF di Flightglobal sarebbero 135 gli esemplari ancora in organico al dicembre 2024. |
| Shenyang FT-2                   | Cina          | aereo da addestramento                                       | FT-2                                                       | 30                 | |
| Mikoyan-Gurevich MiG-15 Fagot   | Russia        | aereo da addestramento                                       | MiG-15                                                     | 4                  | |
| Elicotteri                      |               |                                                              |                                                            |                    | |
| MD Helicopters MD 500 Defender  | Stati Uniti   | elicottero utility                                           | MD-500D MD-500E                                            | 60                 | Degli 87 consegnati aggirando l'embargo, ne restano in servizio circa 60 esemplari. Per il WAF di Flightglobal sarebbero 84 gli esemplari ancora in organico. |
| Hughes 300                      | Stati Uniti   | elicottero da addestramento                                  | H-269H-300C                                                | 20                 | 20 tra Hughes 269 e Hughes 300 consegnati. |
| Mil Mi-2 Hoplite                | Russia        | elicottero utility                                           | Mi-2 Hoplite                                               | 48                 | 48 consegnati. |
| Mil Mi-8 Hip                    | Russia        | elicottero da trasporto medio                                | Mi-8Mi-17                                                  | 157                | 20 consegnati, 15 in servizio al novembre 2018. 30 Mi-17 Hip-H consegnati, 7 in servizio al novembre 2018. |
| Mil Mi-6 Hook                   | Russia        | elicottero da trasporto pesante                              | Mi-6 Hook                                                  | 4                  | 4 consegnati. |
| Mil Mi-14 Haze                  | Russia        | elicottero antisommergibile                                  | Mi-14PL                                                    | 8                  | 10 consegnati. 4 esemplari furono acquistati da Cuba nel 2000. |
| Mil Mi-24 Hind                  | Russia        | elicottero d'attacco                                         | Mi-24 Hind-D                                               | 20                 | 25 consegnati. |
| Mil Mi-26 Halo                  | Russia        | elicottero da trasporto pesante                              | Mi-26                                                      | 4                  | 4 acquistati dalla Russia nel 1995-1996. |
| Harbin Z-5                      | Cina          | elicottero da trasporto medio                                | Z-5                                                        | 20                 | 48 consegnati. Copia cinese del Mil Mi-4 Hound. |

## Aeromobili ritirati
- Nanchang Q-5IA Fantan - Dei 40 esemplari consegnati, al dicembre 2016 nessuno di questi risultava più in organico.[1]